# شهرک یاسر
شهرک یاسر، روستایی در بخش آبژدان ، شهرستان اندیکا ، استان خوزستان ، در کشور ایران است.

## جمعیت
این روستا در شهر آبژدان قرار دارد و براساس سرشماری مرکز آمار ایران در سال ۱۳۸۵، جمعیت آن ۴۰۴ نفر (۶۶خانوار) بوده‌است.